# Drop australijski
Drop australijski (Ardeotis australis) – gatunek dużego ptaka z rodziny dropi (Otididae), zamieszkujący Australię i południową Nową Gwineę. Nie wyróżnia się podgatunków. Nie jest zagrożony.

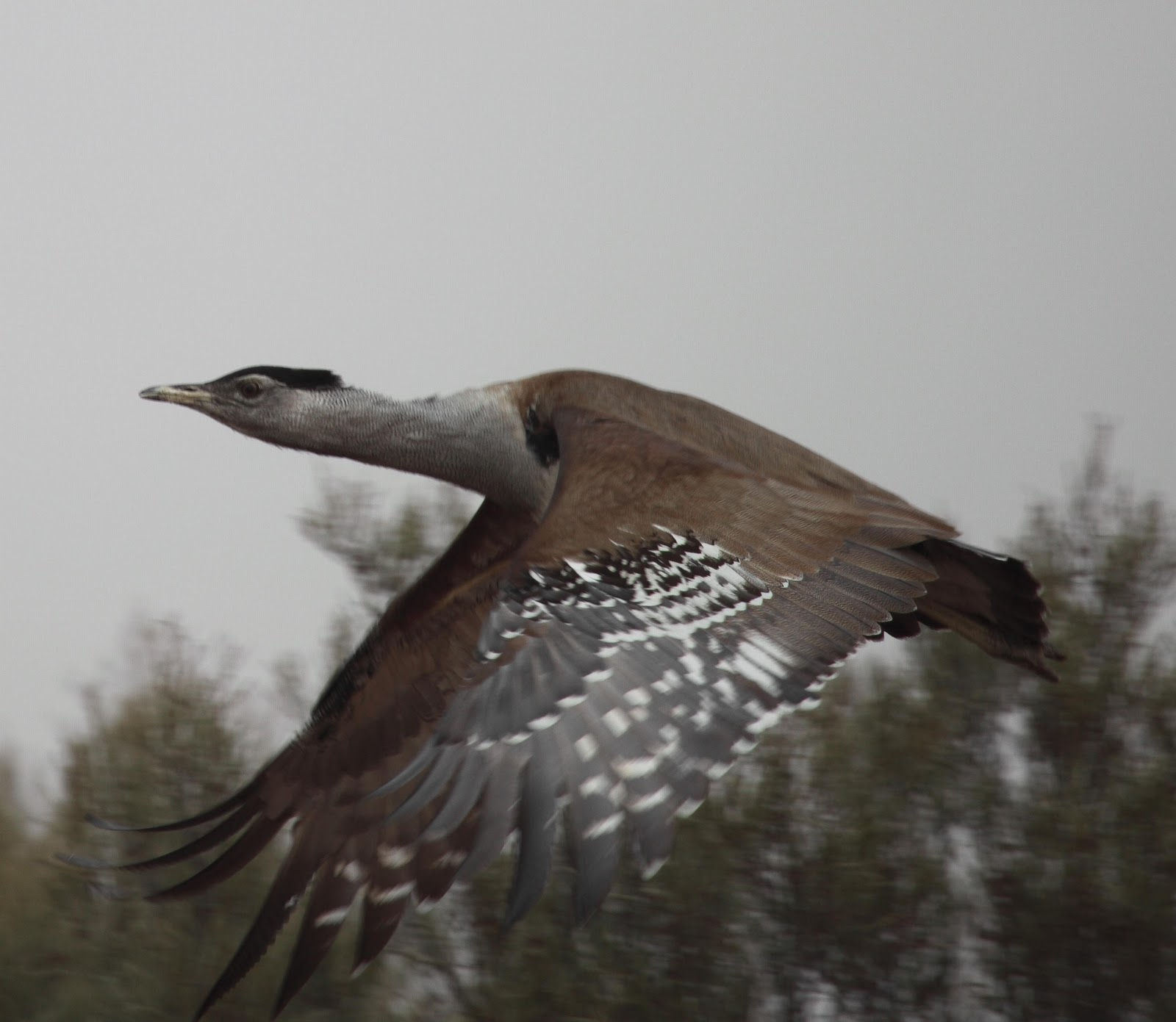
Drop australijski w locie

WyglądDuży, ciężki ptak o długiej szyi i nogach. Ciemię czarne, szyja biała w wąskie, szare prążki. Wierzch ciała jasnobrązowy, w zgięciu skrzydła czarno-biały rysunek. Spód biały do jasnoszarego, szeroka czarna przepaska na piersi.
RozmiaryDługość ciała: samce około 120 cm, samice około 90 cm. Masa ciała: samce 5,6–8,2 kg; samice 2,8–3,2 kg.
Zasięg, środowiskoAustralia (zazwyczaj rzadszy lub nieobecny na południu kontynentu, zwłaszcza na południowym wschodzie), południowa Nowa Gwinea. Rzadki ptak koczujący na suchych terenach zadrzewionych oraz otwartych w północnej i środkowej Australii, na południu rzadszy.
ZachowanieZobaczyć go można, kiedy przechadza się dumnie, z dziobem uniesionym do nieba, często zastyga nieruchomo. Lot mocny, choć ciężki, furkoczący, z szyją wyciągniętą.
StatusMiędzynarodowa Unia Ochrony Przyrody (IUCN) od 2012 roku uznaje dropia australijskiego za gatunek najmniejszej troski (LC – Least Concern); wcześniej, od 2004 roku był klasyfikowany jako gatunek bliski zagrożenia (NT, Near Threatened). Liczebność światowej populacji, według szacunków, mieści się w przedziale 6700 – 67 000 dorosłych osobników. Trend liczebności populacji oceniany jest jako spadkowy.